# Dermatoscopie

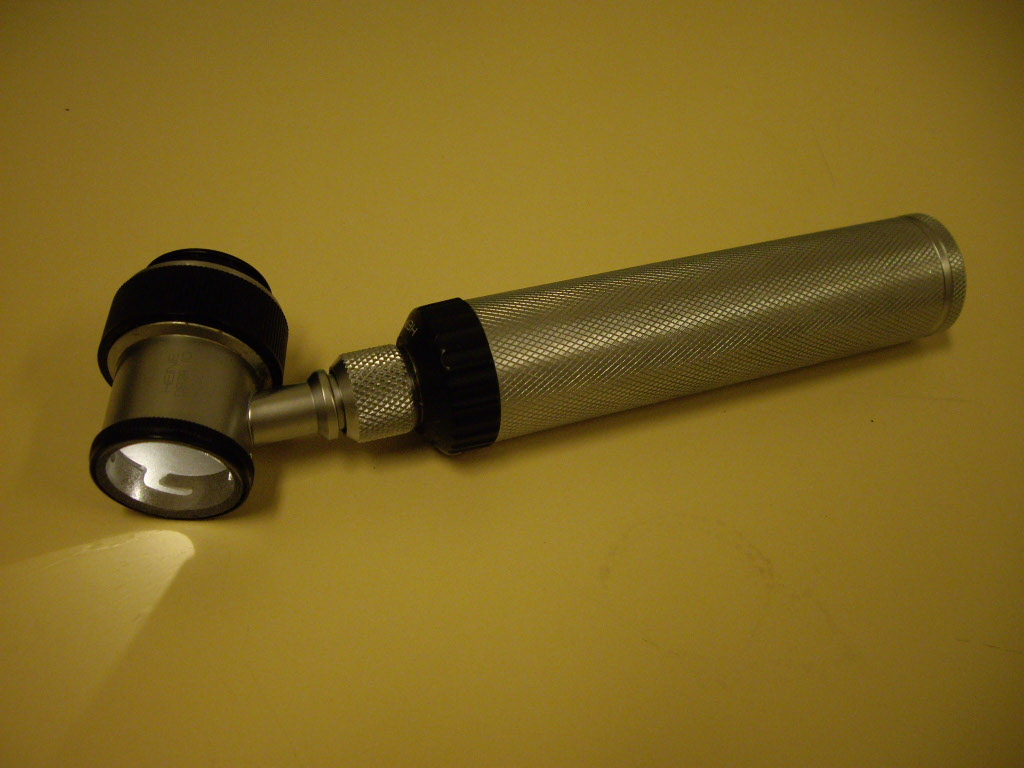
Dermatoscoop, Heine Delta 10

Dermatoscopie (Engels: dermatoscopy, dermoscopy of epiluminescence microscopy) is het bestuderen van huidaandoeningen met een dermatoscoop. Dat is een (meestal 10x) vergrotende loep met ingebouwde verlichtingsbron. Het instrument is vooral nuttig bij bestudering van gepigmenteerde plekken, zoals verdachte moedervlekken. Bij voldoende ervaring kunnen melanomen met meer zekerheid herkend worden.

## Dermatoscoop
Een dermatoscoop bevat een scherpe lichtbron en een loep die over het algemeen 10x vergroot. Er bestaan verschillende typen, die variëren in polarisatie en contact met de huid. Meestal is net binnen het scherptevlak van de lens een glazen ruitje aangebracht dat met meer of minder kracht op de huid wordt gedrukt. Vaak wordt een (heldere) gel of vloeistof tussen de huid en dit ruitje aangebracht, dit om reflecties te verminderen. Zo kan beter door de hoornlaag heengekeken worden, zodat dieper gelegen structuren beter zichtbaar worden.

## Historie
Kolhaus begon in 1663 met microscopie van het huidoppervlak. Het gebruik van immersie-olie werd in 1878 geïntroduceerd door Abbe. Goldman was de eerste dermatoloog die de term dermoscopie gebruikte. Vooral de introductie van de handdermatoscoop door de firma Heine (ca. 1993) heeft de populariteit van dermatoscopie verhoogd. In 2001 werd de polarisatie-dermatoscoop geïntroduceerd. Deze maakt gebruikt van gepolariseerd licht, zodat geen immersievloeistof nodig is. In vergelijking met de conventionele dermatoscoop kunnen diepere structuren beter gezien worden, echter epidermale worden minder goed herkend.